# Mochi

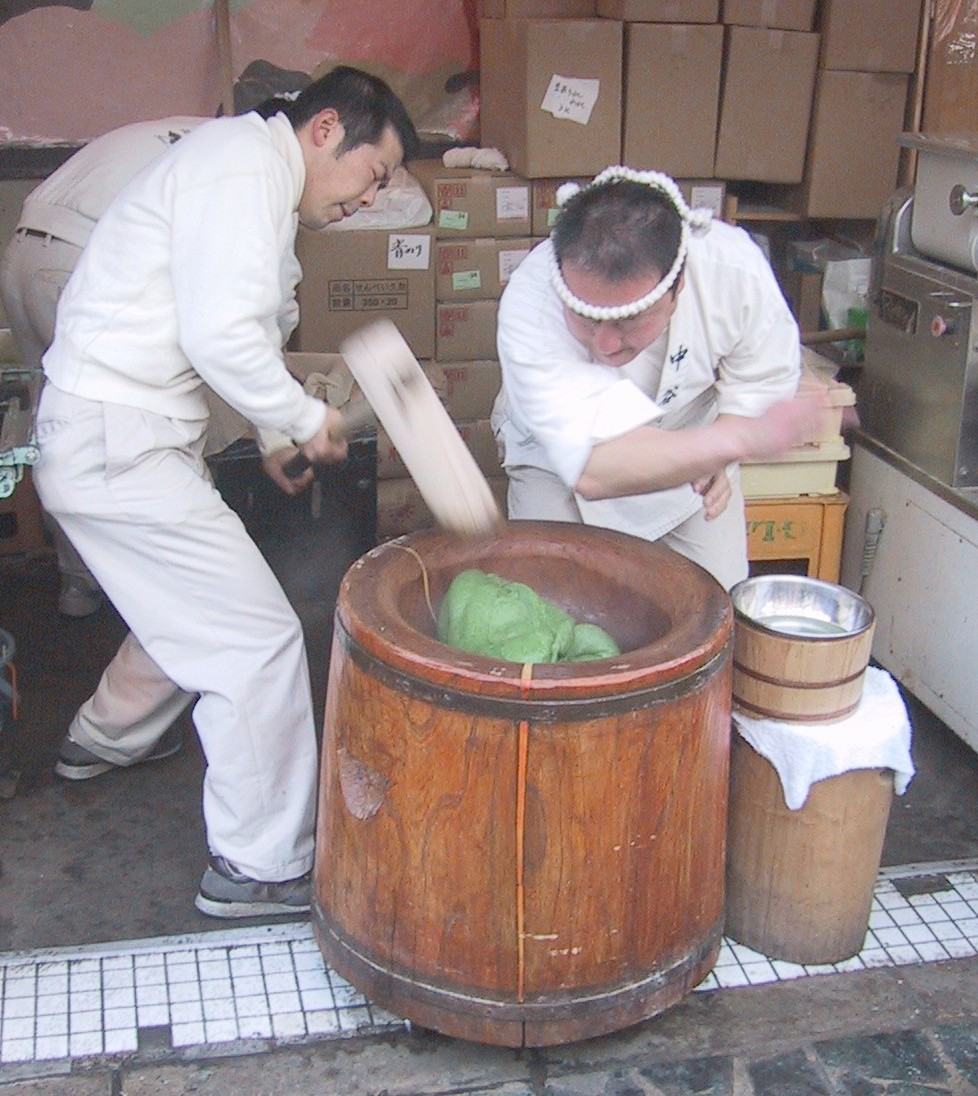
Mochitsuki – ubijanie ryżu w usu przy pomocy kine

Mochi (jap. 餅) – tradycyjne japońskie ciastka robione z kleistego ryżu mochi-gome.

## Historia
Początki mochi na archipelagu nie są dokładnie znane, ale uważa się, że pojawiły się niedługo po wprowadzeniu uprawy ryżu, czyli około 2 tys. lat temu. Od wczesnego okresu Heian (794–1185) była to powszechna ofiara rytualna zarówno w tradycji shintō, jak i buddyjskiej. Przygotowanie ciasta ryżowego na specjalne okazje, jak sezonowe festiwale (matsuri), od wieków jest ważnym sposobem łączenia lokalnych społeczności. Zgodnie ze zwyczajem zwanym mochi-tsuki powstałe ciastka ryżowe są rozdzielane między uczestników.

## Opis
Mochi mogą mieć różny kształt i nadzienie. Przeważnie nadziewane są pastą anko z czerwonej fasoli adzuki lub truskawkami, obtaczane w czarnym sezamie kuro-goma, posypywane mąką z prażonej fasoli sojowej (kinako) albo zabarwiane na zielono poprzez dodawanie sproszkowanych liści yomogi (bylica japońska, Artemisia princeps).
W Japonii mochi, zwane też o-mochi („o” jest przedrostkiem grzecznościowym) wykonuje się podczas tradycyjnej ceremonii, która nazywa się mochitsuki, kiedy ugotowany na parze ryż jest ubijany w wielkim drewnianym lub kamiennym moździerzu (usu) specjalnym drewnianym ubijakiem (kine). Następnie formowane są ciastka w różne kształty, często – spłaszczonych kulek. 
Chociaż mochi spożywane są przez cały rok, to odgrywają one szczególnie ważną rolę podczas obchodów Nowego Roku, kiedy sporządza się ich ogromne ilości w różnej postaci i smaku. W okresie tym podaje się także mochi z warzywami w specjalnej zupie świątecznej o nazwie zōni, która różni się w zależności od gospodarstwa domowego, jak i regionu. W japońskich domach na powitanie noworocznych bóstw tradycyjnie umieszcza się parę ułożonych w stos okrągłych ciastek ryżowych, znanych jako kagami-mochi.
Mochi jest także popularną przekąską na Hawajach, w Korei Południowej, Tajwanie, Kambodży i Tajlandii.

## Galeria

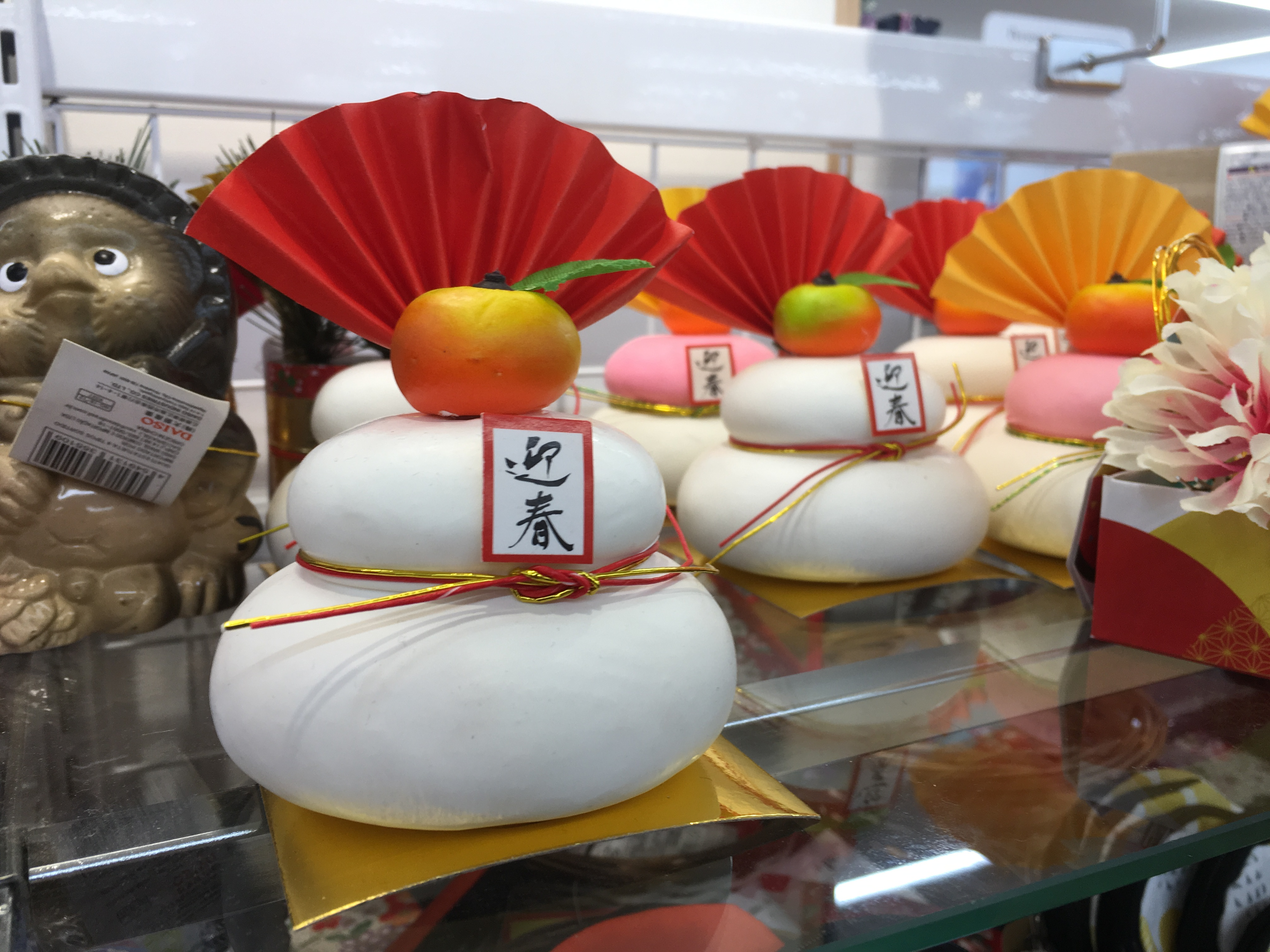
Noworoczne kagami-mochi
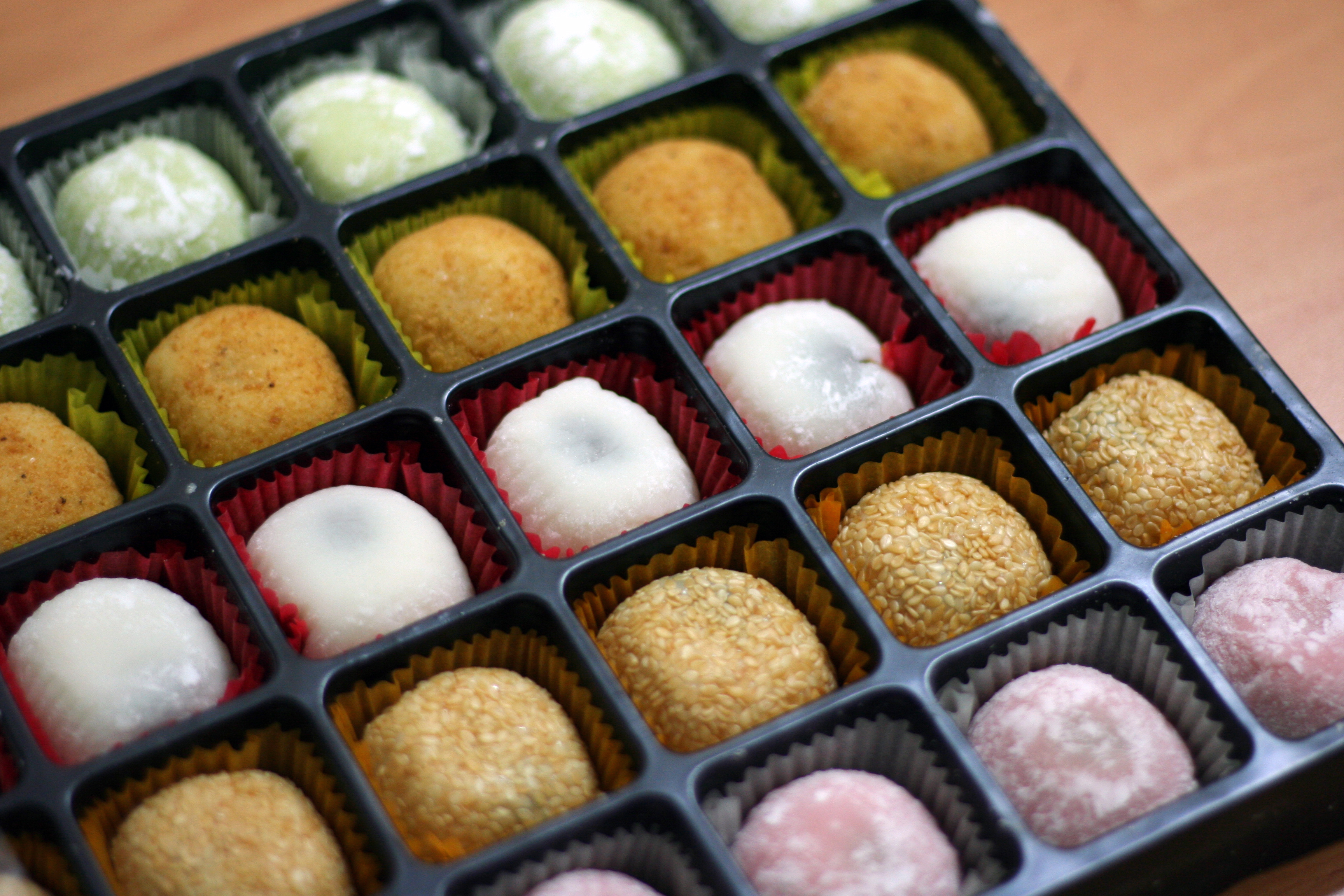
Zestaw mochi w pudełku
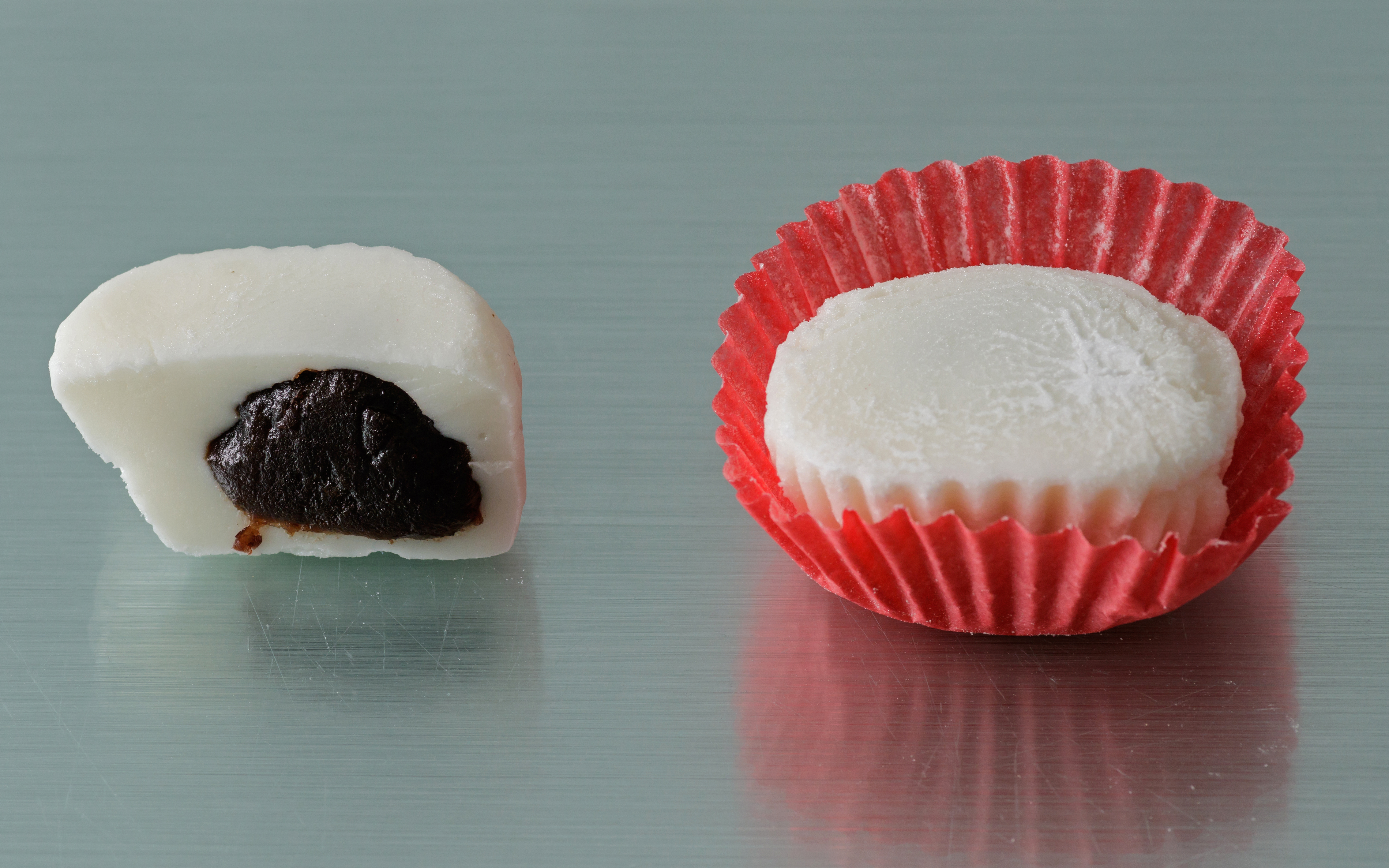
Mochi nadziewane anko
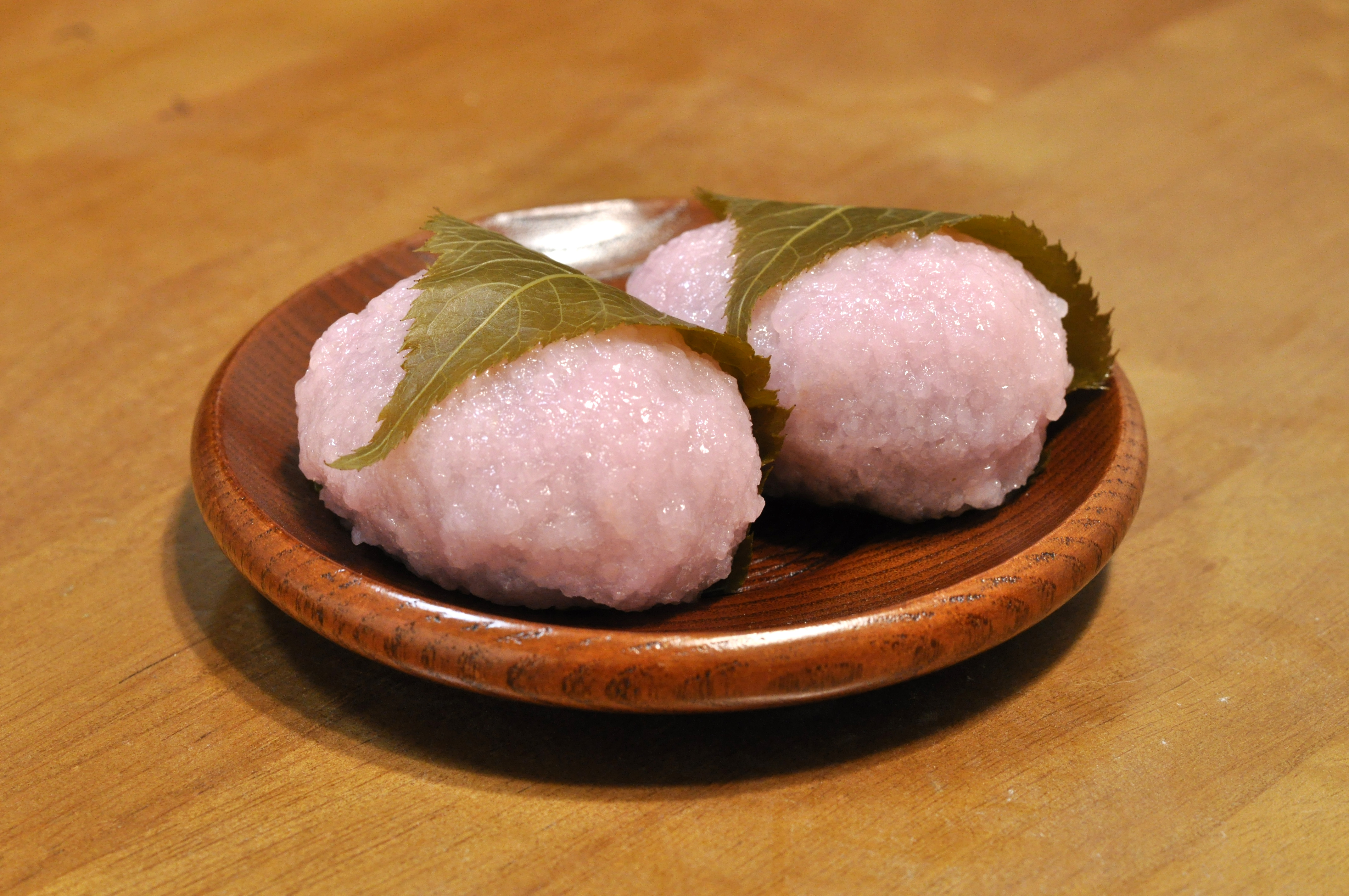
Sakura-mochi
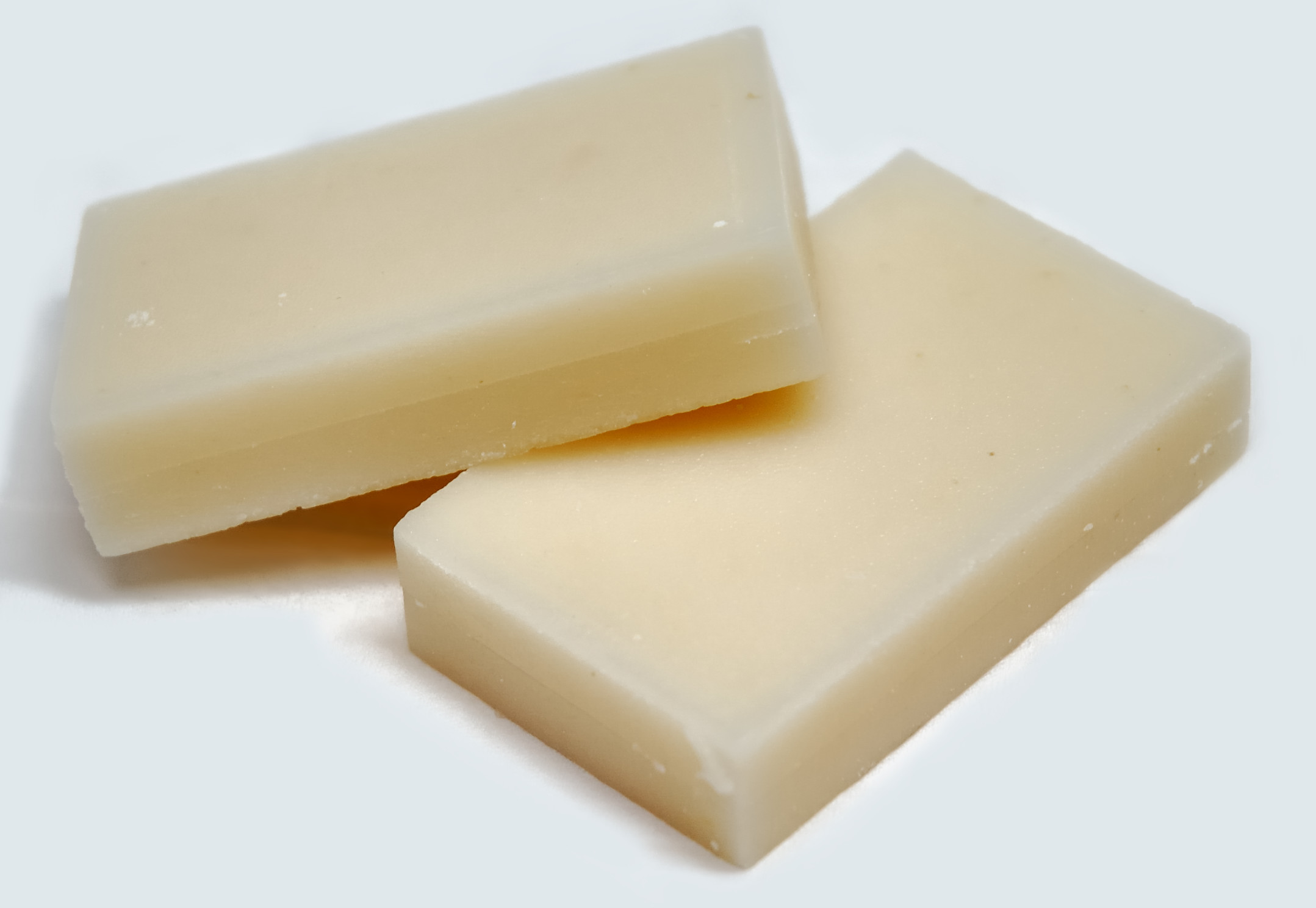
Kiri-mochi (lub kaku-mochi)
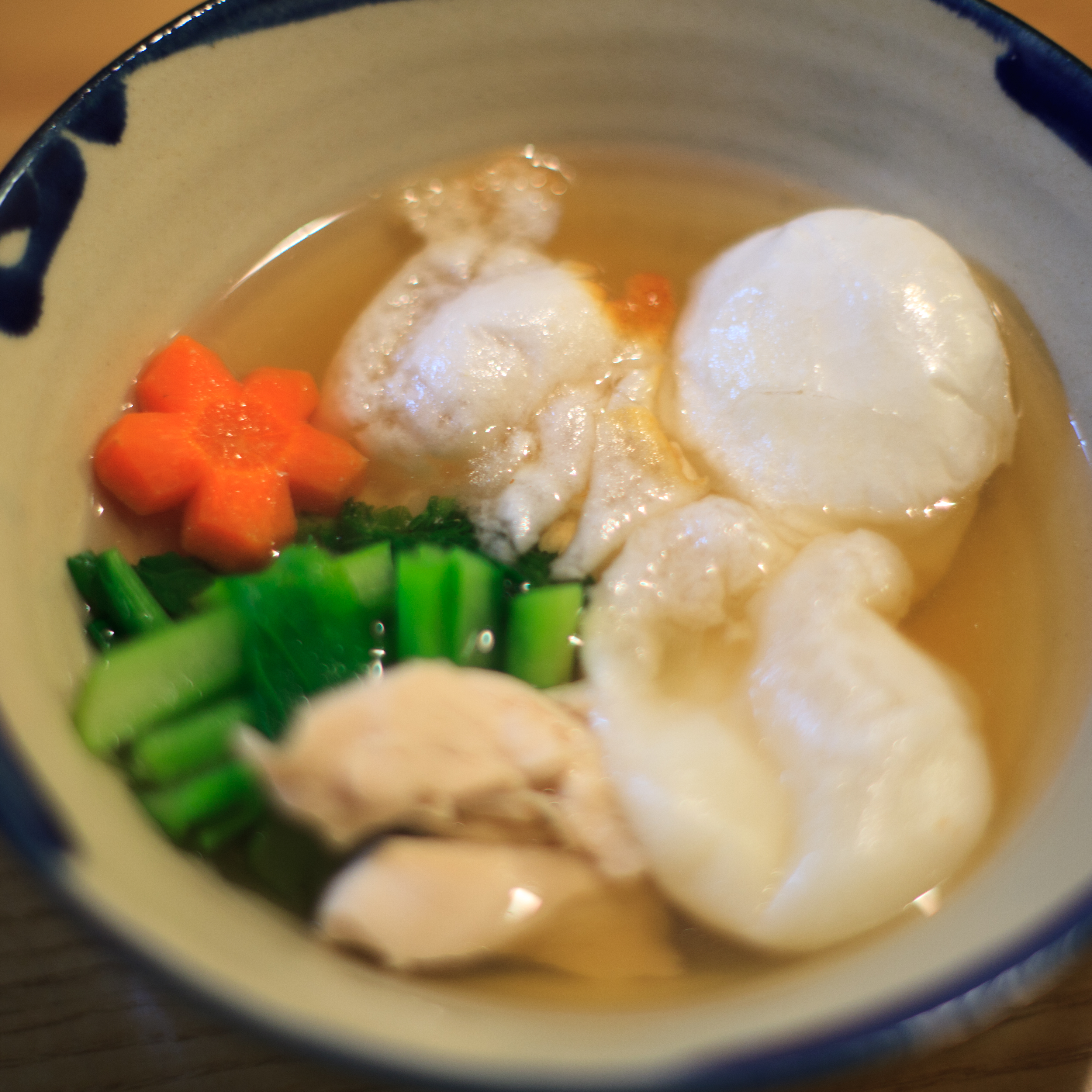
Zōni